# Haworthia rossouwii var. calcarea
Haworthia rossouwii var. calcarea és una varietat de Haworthia rossouwii del gènere Haworthia de la subfamília de les asfodelòidies.

## Descripció
Haworthia rossouwii var. calcarea és una suculenta perennifòlia amb fulles erectes més curtes i les parts finals de les fulles són retuses. És una varietat molt compacta i prolífera i forma fàcilment grans cúmuls.

## Distribució i hàbitat
Aquesta varietat creix a la província sud-africana del Cap Occidental, on només se la coneix a la reserva natural De Hoop. Es produeix a la pedra calcària en zones de poc pendent. A l'hàbitat creix amb una bona forma compacta i acostuma a tenir un color groc vermellós quan està exposat, però més sovint creix amagat entre arbustos i altres vegetacions i es manté verd.

## Taxonomia
Haworthia rossouwii var. calcarea va ser descrita per (M.B.Bayer) M.B.Bayer i publicat a Aloe 38: 36, a l'any 2001.
Etimologia
Haworthia: nom en honor del botànic britànic Adrian Hardy Haworth (1767-1833).
rossouwii: epítet en honor de Gerhard Rossouw, jardiner del Jardí Botànic Nacional de Kirstenbosch i del Jardí Karoo de Worcester.
var. calcarea: epítet llatí que significa "semblant a la pedra calcària".
Sinonímia
- Haworthia mirabilis var. calcarea M.B.Bayer, Haworthia Revisited: 110 (1999). (Basiònim/Sinònim substituït)
- Haworthia calcarea (M.B.Bayer) M.Hayashi, Haworthia Study 3: 13 (2000).
- Haworthia mundula var. calcarea (M.B.Bayer) Breuer, Alsterworthia Int. 16(2): 6 (2016).[6]